# Living My Life
Living My Life é o sexto álbum de estúdio de Grace Jones, lançado em 1982. Foi o último dos três álbuns que ela gravou no Compass Point Studios, nas Bahamas. De todos os álbuns de Grace Jones, Living My Life é o mais raro; cópias físicas de CD são muito procuradas e frequentemente vendidas por preços elevados no mercado de música de segunda mão.

## Antecedentes e produção
Jones já havia gravado dois álbuns voltados para o reggae com o Compass Point All Stars no Compass Point Studios em Nassau, Bahamas, como o Nightclubbing, que se tornou seu álbum de maior sucesso até hoje. Ela voltou ao estúdio em 1982 para gravar um álbum que seria sua obra final na trilogia "Compass Point". Desta vez, Jones gravou apenas um cover, "The Apple Stretching", que foi originalmente escrito por Melvin Van Peebles e usado no show da Broadway Waltz of the Stork. "Nipple to the Bottle" foi co-escrita com Sly Dunbar, enquanto, com exceção de "My Jamaican Guy", as outras faixas foram colaborações com Barry Reynolds.
A faixa-título "Living My Life", apesar de receber um single limitado, acabou sendo deixada de fora do álbum. Outros outtakes incluíram a faixa "Man Around the House" (escrita por Jones e Barry Reynolds), e um cover de "Ring of Fire" de Johnny Cash. Ambas as faixas foram lançadas na compilação de 1998 Private Life: The Compass Point Sessions.
A imagem da capa de Living My Life foi considerada tão icônica quanto a música apresentada no próprio disco. Como a maioria das fotografias de Jones naquela época, esta foi criada por seu então parceiro Jean-Paul Goude, desta vez com uma contribuição adicional de Rob O'Connor. Ele apresenta a cabeça sem corpo da cantora que foi recortada da fotografia original e colada em um fundo de uma forma que dá a sua cabeça e rosto uma forma angular. Um pedaço de fita adesiva, ou gesso, foi colado sobre sua sobrancelha esquerda e sua testa está coberta com gotas de água ou suor. Esta capa, como muitos outros designs de Goude para Jones, ganhou aclamação da crítica e tem sido uma inspiração para outros artistas desde então.
A imagem foi reutilizada para a capa da compilação Color Collection de 2006, um relançamento da The Universal Masters Collection.

## Singles
O sabor urbano "Nipple to the Bottle" e o reggae "The Apple Stretching" foram lançados simultaneamente como singles principais. "Nipple to the Bottle" foi lançado mundialmente, tornando-se uma faixa dance muito popular nos Estados Unidos, bem como um dos três maiores sucessos na Nova Zelândia. Este último não foi lançado na América do Norte e obteve sucesso apenas moderado no Reino Unido.
Mais três singles foram lançados simultaneamente em janeiro de 1983, dos quais "My Jamaican Guy" foi o de maior sucesso, entrando nas paradas do Reino Unido e Nova Zelândia. "Cry Now, Laugh Later", lançado apenas nos EUA e Canadá, e "Unlimited Capacity for Love" não entraram nas paradas.
Em 2010, "Inspiration" foi remixado para um "Leroc Sportif Edit" de 7:14 e lançado como single digital de uma faixa apenas em fevereiro.

## Recepção
O álbum foi um sucesso comercial, alcançando o top 20 em cinco países. Em março de 1983, a revista Billboard informou que as vendas do álbum ultrapassaram 400.000 cópias nos Estados Unidos. O álbum recebeu críticas favoráveis de Robert Christgau, do website AllMusic e do jornal The Boston Phoenix.

## Faixas
1. "My Jamaican Guy" (Grace Jones) - 6:00
2. "Nipple to the Bottle" (Grace Jones, Sly Dunbar) - 5:55
3. "The Apple Stretching" (Melvin Van Peebles) - 7:08
4. "Everybody Hold Still" (Grace Jones, Barry Reynolds) - 3:10
5. "Cry Now, Laugh Later" (Grace Jones, Barry Reynolds) - 5:00
6. "Inspiration" (Grace Jones, Barry Reynolds) - 4:35
7. "Unlimited Capacity for Love" (Grace Jones, Barry Reynolds) - 5:45